# Тот самый человек
«Тот са́мый челове́к» (англ. The Man) — фильм режиссёра Леса Мэйфилда 2005 года.
Слоган фильма — «Only one of them can be…».

## Сюжет
По случайному стечению обстоятельств федеральный агент Деррик Ванн вынужден сотрудничать с самым неподходящим для этого партнёром — представителем стоматологической компании Энди Фидлером.
Преодолевая на своем пути всевозможные препятствия, они вдвоем пытаются раскрыть убийство бывшего напарника Ванна.

## В ролях
| Актёр             | Роль         |
| ----------------- | ------------ |
| Сэмюэл Л. Джексон | Деррик Ванн  |
| Юджин Леви        | Энди Фидлер  |
| Люк Госс          | Джоуи / Кейн |
| Мигель Феррер     | Агент Петерс |
| Энтони Маки       | Бути         |

## Прочие факты
- Действие фильма происходит в Детройте (США), но в кадре можно заметить канадские автозаправочные станции и почтовые ящики.
- Также можно заметить трамваи и трамвайные рельсы. В Детройте нет трамвайного движения.